# セント・パトリック教区 (グレナダ)
セント・パトリック教区（Saint Patrick Parish）は、グレナダの行政教区。グレナダ島の北東部のほか、グレナディーン諸島のロンデ島、カイル島、ダイアモンド島、Les Tantesといった島嶼を管轄する。首府はソーターズ。面積は42平方キロメートル、人口は約1.1万人（2019年推計）。
1640年代にフランス人が入植し、先住民族のカリブ族は奴隷となるか絶滅させられた。中でも抵抗したKairouane酋長の一団（40人程度）はフランス人によってソーターズ付近の崖へ追い詰められ、海へ身投げしたという伝説が残っている。この出来事からフランス人は当地をソーターズ（Sauteurs、英語に翻訳するとJumpers）と名付けた。また集団自決があった崖はリーパーズ・ヒル（Leapers' Hill）と呼ばれ、記念碑が建造されている。1763年、イギリス領となった際にセント・パトリックへ改称した。植民地時代は農業が盛んで、島のカカオ豆やナツメグの半数以上は同教区で生産された。アーヴィンス湾（Irvin's Bay）では本国との貿易船が発着し、砂糖・野菜を輸出した。
グレナダ島の北部にはいくつか海水浴場があり、中でもバスウェイ・ビーチ（Bathway Beach）が有名である。また火山湖のアントワーヌ湖がチボリ近辺にある。

## 主要都市
- シャンティメル（英語版） (Chantimelle)
- マウント・ローズ (Mount Rose)
- ソーターズ (Sauteurs)
- チボリ（英語版） (Tivoli)